# Роджер Флорес
Роджер Феліпе Флорес Солано (ісп. Róger Felipe Flores Solano; нар. 26 березня 1957, Сан-Хосе, Коста-Рика) — костариканський футболіст та тренер, виступав на позиції воротаря.

## Клубна кар'єра
Кар'єру гравця розпочав у 17-річному віці в «Саграда Фамілья», яка виступала в другому дивізіоні чемпіонату Коста-Рики. Два роки по тому перейшов у «Сан-Карлос», у футболці якого дебютував у Прімера Дивізіоні Коста-Рики. Виступав у команді до 1981 року, після чого на нетривалий період часу повернувся до «Сагради Фамілья». У середині 80-их прийшов до «Алахуеленсе» і виграв з ним два чемпіонства, а також Кубок чемпіонів КОНКАКАФ 1986 року. Після переходу гравця до стану головних конкурентів «червоно-чорних» — «Сапрісси» — його кар'єра досягла піку: Флорес ще тричі вигравав чемпіонат своєї країни та двічі — Кубок чемпіонів КОНКАКАФ. Футбольну кар'єру завершив у складі «Турріальби». Загалом у чемпіонаті Коста-рики відзначився 30-ма голами.

## Кар'єра в збірній
Дебют Флореса за збірну Коста-Рики відбувся 1983 року; всього ж за національну команду він провів 49 матчів, відзначився 2 голами. У 1990 році увійшов до складу збірної для участі в чемпіонаті світу в Італії, де відіграв всі 4 матчі своєї команди з капітанською пов'язкою і зрівняв рахунок у вирішальному матчі групового етапу, забивши м'яч у ворота Швеції.
У 1991 році в складі своєї збірної став володарем Кубку націй Центральної Америки, а також брав участь в Золотому кубку КОНКАКАФ, де костариканці зайняли 4 місце, а Флорес провів свій заключний матч у футболці національної команди.
Голи за збірну
| № | Дата           | Суперник  | Рахунок | Голи Флореса | Турнір                         |
| 1 | 2 квітня 1989  | Гватемала | 2:1     | 1            | кваліфікація ЧС-1990           |
| 2 | 20 червня 1990 | Швеція    | 2:1     | 1            | Чемпіонат світу з футболу 1990 |

## Кар'єра тренера
По завершенні кар'єри гравця розпочав тренерську діяльність. У 1996 році очолив «Гойкечеа», де в березні 1998 року його замінив Дідьє Кастро. У 1999 році працював з юнацькою збірною Коста-Рики (U-17). У 2000 році пропрацював 4 тижні на посаді головного тренера «Санта-Барбари», після чого звільнений з займаної посади. Також тренував «Ередіано». У сезоні 2007/08 років працював з «Барріо Мехіко».
У серпні 2009 року Флорес призначений асистентом головного тренера «Ліберії Міа». 

## Особисте життя
Син, Андрес, став професіональним футболістом, як і батько, виступає на позиції захисника.

## Досягнення
«Алахуеленсе»
- Прімера Дивізіон Коста-Рики
  -  Чемпіон (2): 1983, 1984

- Ліга чемпіонів КОНКАКАФ
  -  Чемпіон (1): 1986

«Сапрісса»
- Прімера Дивізіон Коста-Рики
  -  Чемпіон (2): 1988, 1989
  -  Срібний призер (2): 1991, 1992

збірна Коста-Рики
- Кубок центральноамериканських націй
  -  Володар (1): 1991
- Переможець Чемпіонату націй КОНКАКАФ: 1989
- Бронзовий призер Чемпіонату націй КОНКАКАФ: 1985